# Ixora kachinensis
Ixora kachinensis är en måreväxtart som beskrevs av Debendra Bijoy Deb och Rout. Ixora kachinensis ingår i släktet Ixora och familjen måreväxter. Inga underarter finns listade i Catalogue of Life.